# Troféu UOL TV e Famosos
O Troféu UOL TV e Famosos é uma premiação anual realizada desde 2015 pelo site UOL. O prêmio é destinado aos melhores do ano na televisão. Possui várias categorias em diversas áreas, como Melhor Atriz, Melhor Ator, Melhor Telenovela, etc.
A votação é realizada em duas etapas, uma pelo voto de 6 colunistas do UOL e outra pelo público. A partir de 2017, o voto do público passou a ser considerado como um sétimo voto, sendo assim, 6 votos de 6 colunistas e 1 voto do público, através de enquetes onlines.

## Categorias
- Melhor Novela/Minissérie
- Melhor Série Nacional
- Melhor Série Internacional
- Melhor Atriz
- Melhor Ator
- Revelação da TV
- Melhor Apresentadora
- Melhor Apresentador
- Melhor Jornalista
- Programa de Humor
- Programa Infantil
- Melhor Talk Show
- Melhor Reality Show
- Prêmio Quem Deu o que Falar

## Edições
- 2015: primeira edição
- 2016: segunda edição
- 2017: terceira edição
- 2018: quarta edição
- 2019: quinta edição